# Hôtel de Calvières
Pour les articles homonymes, voir Calvières.
L'hôtel de Calvières, est un hôtel situé à Montfrin et faisant l’objet d’une inscription au titre des monuments historiques en 2003.